# 西山保之
西山 保之（にしやま やすゆき、1852年7月11日（嘉永5年10月15日）- 1938年（昭和13年）8月5日）は、日本の陸軍軍人。最終階級は陸軍少将。

## 経歴
紀伊国、現在の和歌山県和歌山市で生まれる。1874年（明治7年）8月24日、陸軍歩兵少尉に任官。1876年（明治9年）陸軍戸山学校を卒業した。1877年（明治10年）、西南戦争に出征し、田原坂の戦いで負傷した。
その後、近衛歩兵第4連隊大隊長、台湾守備歩兵第10大隊長などを務めた。1900年（明治33年）10月、歩兵中佐に昇進。1878年（明治35年）11月、歩兵第43連隊長に就任。1903年（明治36年）11月、歩兵大佐に昇進した。1904年（明治37年）日露戦争に出征した。旅順攻囲戦に参戦し、第3回総攻撃の際、東鶏冠山北堡塁で負傷し、善通寺予備病院に移送された。1905年（明治38年）8月、歩兵第44連隊長に就任し現場に復帰した。1907年（明治40年）5月、陸軍少将に進級と同時に後備役に編入された。